# Добе (община Лития)
Вижте пояснителната страница за други значения на Добе.
Добе (на словенски: Dobje) е село в Словения, регион Средна Словения, община Лития. Според Националната статистическа служба на Република Словения през 2015 г. селото има 8 жители.